# Antônio de Souza Leão

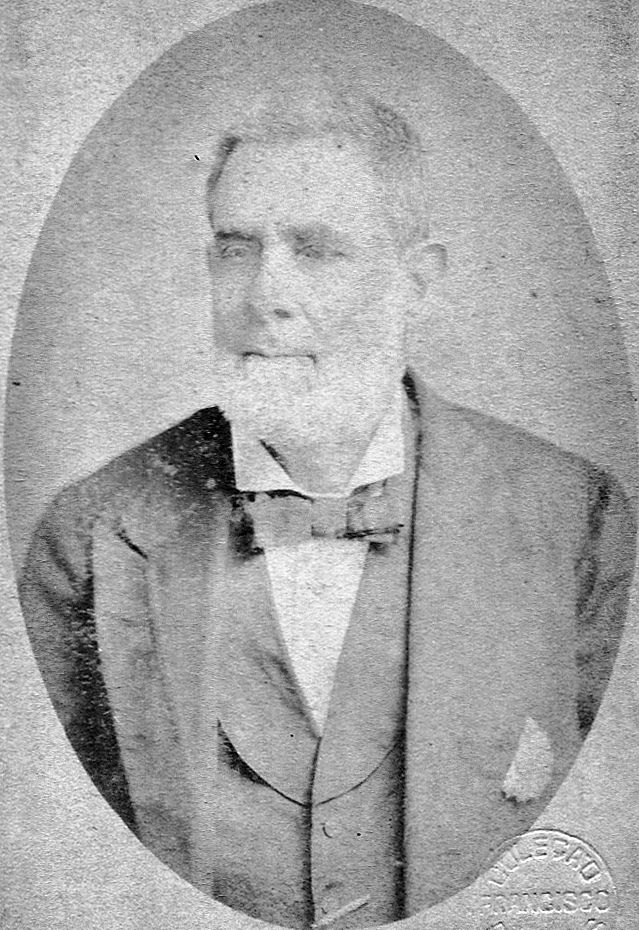
Barão de Morenos fotografado por Alberto Henschel.

Armas do barão de Morenos, as mesmas dos Sousa Leão.

Antônio de Souza Leão, primeiro e único barão de Morenos (11 de junho de 1808 — 18 de novembro de 1882), foi um proprietário rural e nobre brasileiro, membro da tradicional família pernambucana dos Sousa Leão.
Filho de Filipe de Souza Leão e Rita de Cássia Pessôa de Melo, era irmão de Joaquim de Sousa Leão, barão e visconde de Campo Alegre. Foi agraciado pelo imperador do Brasil, Dom Pedro II, com o título de barão em 24 de agosto de 1870.